# Reinhard Schwarzenberger
Pour les articles homonymes, voir Schwarzenberger.
Reinhard Schwarzenberger (né le 7 janvier 1977 à Saalfelden, Land de Salzbourg) est un sauteur à ski autrichien.

## Palmarès

### Jeux olympiques
| Épreuve / Édition | Nagano 1998 |
| Petit Tremplin    | 12e         |
| Grand Tremplin    | 7e          |
| Par Equipes       | Bronze      |

### Championnats du monde
| Épreuve / Édition | Thunder Bay 1995 | Ramsau 1999 |
| Petit Tremplin    | 22e              | 10e         |
| Grand Tremplin    | 7e               | 13e         |
| Par Equipes       | 6e               | Bronze      |

### Championnats du monde de vol à ski
| Épreuve / Édition | Kulm 1996 | Oberstdorf 1998 |
| Individuel        | 13e       | 21e             |

### Coupe du monde
- Meilleur classement final: 9e en 1996.
- 2 victoires.

### Saison par saison
| Année | Lieu                               |
| 1995  | Oberstdorf (Allemagne)             |
| 1996  | Garmisch-Partenkirchen (Allemagne) |